# LunaH-Map
LunaH-Map (Lunar Polar Hydrogen Mapper)は2022年にアルテミス1号で打ち上げられる予定のキューブサット10機のうちの1機。LunaH-Mapは月における水氷の存在の有無について調査を行う。アリゾナ州立大学は2015年の初めにNASAからミッションを選定され、LunaH-Mapの開発を始めた。開発チームは研究代表者のクレイグ・ハードグローブが率いる約20名の専門家と学生から構成される。

## 目的
LunaH-Mapは月の南極の地下1mでの水素の量を調べることを最大の目的としている。探査機は月周回の極軌道に投入される。近月点は月の南極近くにあり、軌道投入直後はシャクルトンクレーター上空を通る。LunaH-Mapは月のこの領域における水などの水素に富む化合物の存在量と分布について過去のミッションよりも高い解像度のマップを作成する。この情報は太陽系で水がどのように生成され分布しているかの科学的理解の向上や、将来の有人ミッションでの生命維持や燃料生産に使われることが想定される。
LunaH-Mapは、マーズ・キューブ・ワンなど他の深宇宙キューブサットミッションと共に、惑星探査機にキューブサットを組み入れるための重要な技術を実証する。

## 歴史
LunaH-Mapは、クレイグ・ハードグローブと後にLunaH-Mapのチーフエンジニアとなるイゴル・ラブジンが火星で使用されている中性子検出器の空間分解能の課題について交わした議論をきっかけに考案された。探査車キュリオシティに搭載されたDynamic Albedo of Neutrons (DAN) のような機器は、探査車後方の車輪の間からおおよそ半径3mの範囲しか測定ができない。一方マーズ・オデッセイに搭載された高エネルギー中性子検出器 (High Energy Neutron Detector, HEND) のような火星周回軌道上の中性子検出器は数百キロの範囲で大きく不正確な観測しかできない。現状の月の水素分布のマップでも同様の問題が存在している。これらのマップの解像度を上げるため、ハードグローブはLunaH-Mapの軌道を既存の周回機よりももっと月の南極の近くを通るよう設計した。
2015年4月までにハードグローブはさまざまな政府、学術、民間機関のメンバーから構成されるチームを結成し、NASAへの提案を起草した。2015年初頭、NASAの科学ミッション本部 (SMD) はSIMPEx (Small Innovative Missions for Planetary Exploration) プログラムを通して2機のキューブサット、LunaH-MapとQ-PACEを選定した。
LunaH-Mapは2017年にNASAの詳細設計審査を通過した。ロケットへのインテグレーションはタイヴァック・ナノサテライト・システムズが行った。

## 機体
LunaH-Mapの独特なミッションのため、機体はいくつかの固有の課題に対処する必要がある。一般的な地球低軌道のキューブサットは既成のハードウェア、他の目的のために製造された部品を購入して利用することができる。しかしLunaH-Mapはほとんどの地球低軌道のキューブサットよりも長期間、そしてより遠くへ飛行するため、改造を施していない民生品のパーツがミッション期間中正しく機能することは期待できないと考えられる。また、通常のキューブサットと違いLunaH-Mapはロケットから分離後目的の軌道へ自力で航行する必要があるため、推進系を内蔵していなければならない。
主要な科学観測用の装置はエルパソライト (Cs2YLiCl6:Ce, CYLC) から作られた中性子シンチレーション検出器である。この材料はシンチレータで、熱中性子や熱外中性子と反応すると、測定できるほどに発光する。LunaH-Mapの中性子検出器は16個並んだ2.5x2.5x2 cmのCYLCシンチレータから構成される。